# Монастырь Рождества Пресвятой Богородицы (Клаузен)
Монастырь Рождества Пресвятой Богородицы  (нем. Orthodoxes Kloster der Geburt der Jungfrau Maria) — православный женский монастырь Архиепископии западноевропейских приходов русской традиции, расположенный в общине Клаузен, на расстоянии 25 км от известного православным паломникам города Трира, в котором проживали святые равноапостольные Константин и Елена (Рейнланд-Пфальц, Германия).

## История

### XV век. Чудо явления Божией Матери

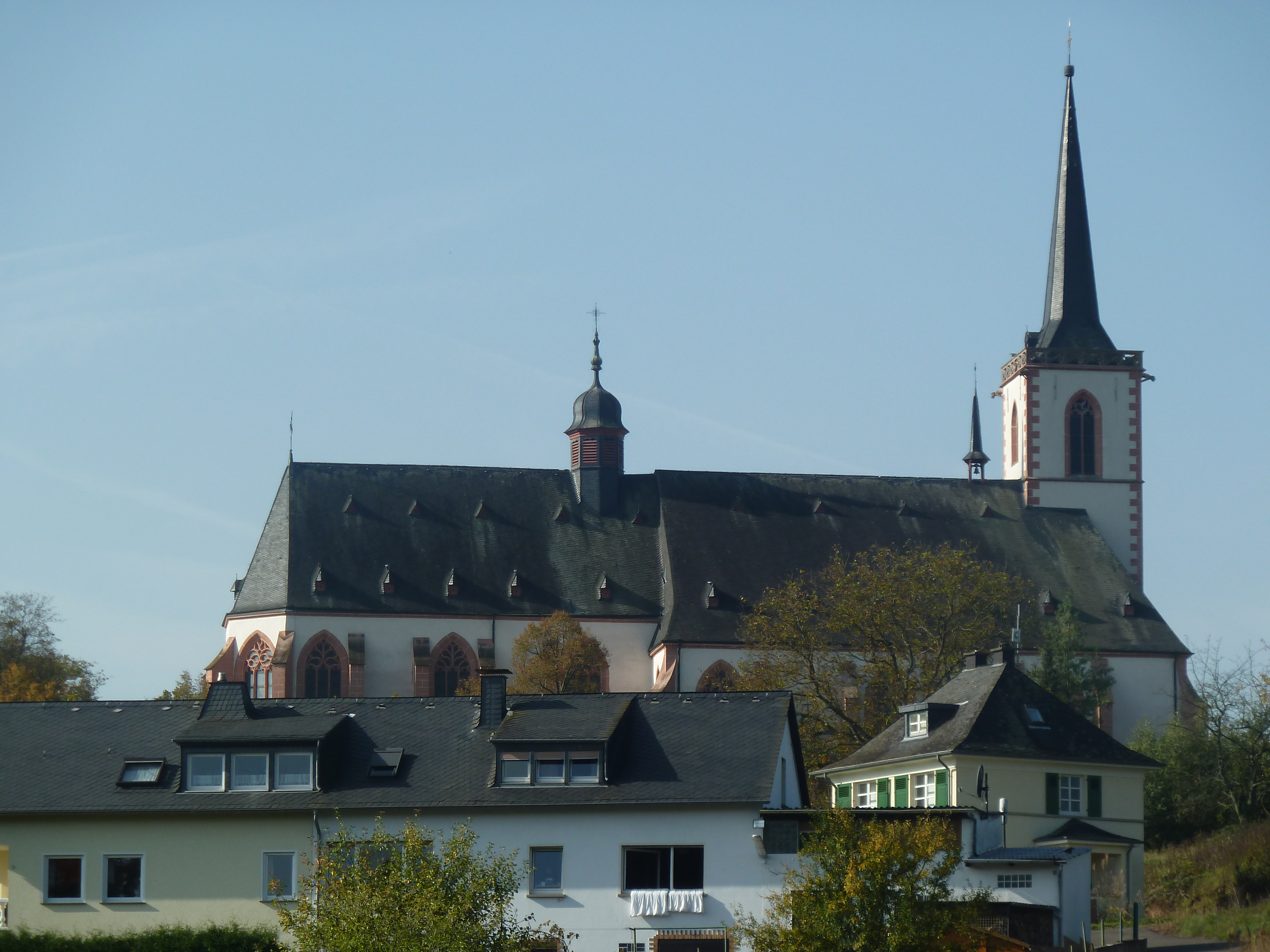
Панорама римо-католического храма Пресвятой Марии в Клаузене

Принято считать, что событием, давшим отсчёт истории общины Клаузен, стало явление Богородицы благочестивому человеку, по имени Эберхард, который жил неподалеку от здешней местности в XV веке. Как рассказывает летопись, Эберхард часто проходил через местные леса по долгу службы. Опасаясь разбойничьих нападений, Эберхард непрестанно молился Божией Матери. Со временем он выбрал для этого старое дерево с большим дуплом, где соорудил часовню, разместив там небольшой глиняный образ Богородицы.
Как считается, Эберхард молился так много лет, и однажды Божия Матерь явилась ему, повелев построить здесь церковь. Впоследствии чудо явления Богородицы повторялось неоднократно и было зафиксировано в Трирской епархии. Силами верующих церковь была построена, и её освятили в честь Пресвятой Богородицы. Глиняная скульптура Богородицы, уже почитаемая к тому моменту как чудотворная, была перенесена в специально устроенный придел нового храма.

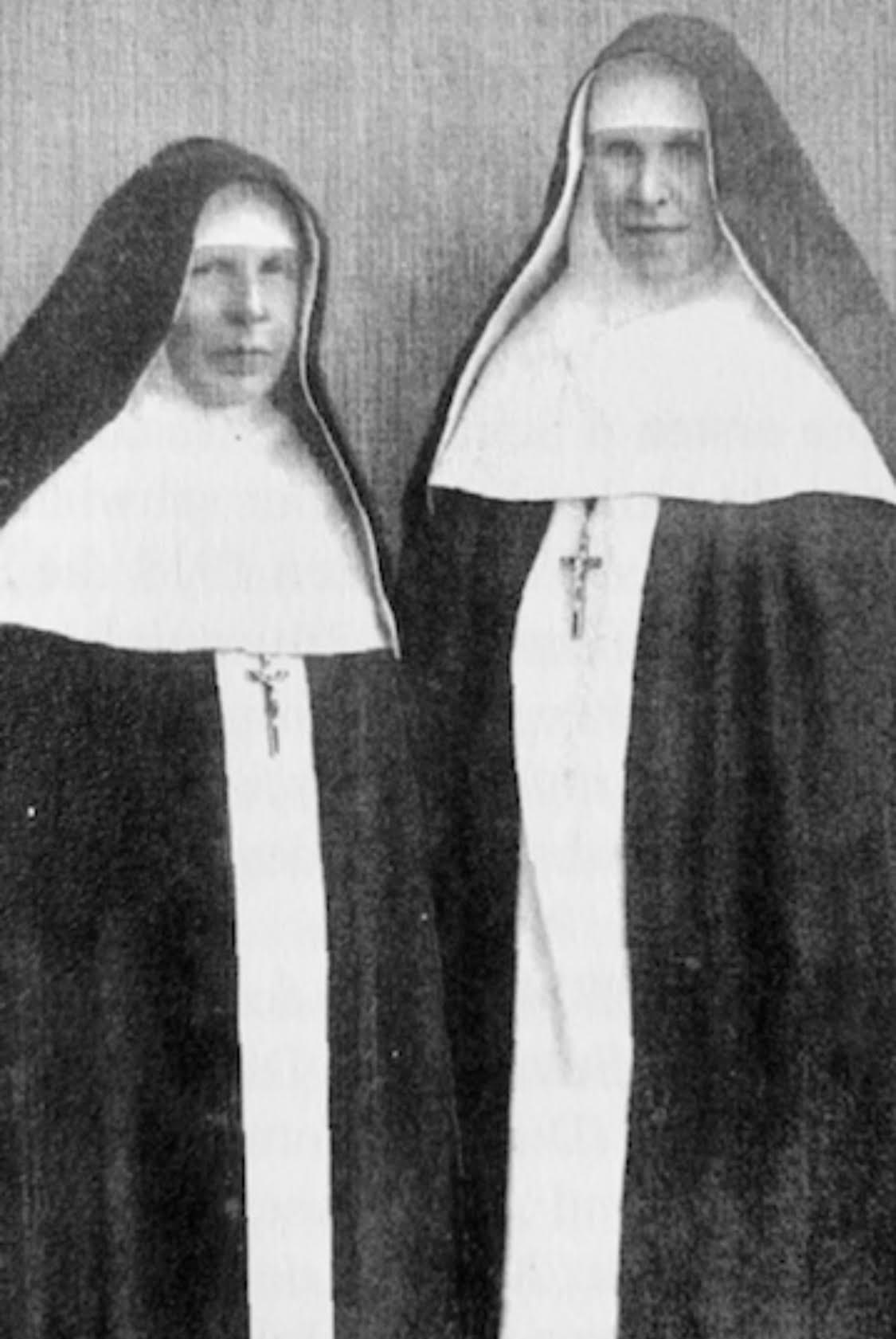
Сёстры-рейхсграфини Мария-Катарина и Мария-Роза фон Шпее

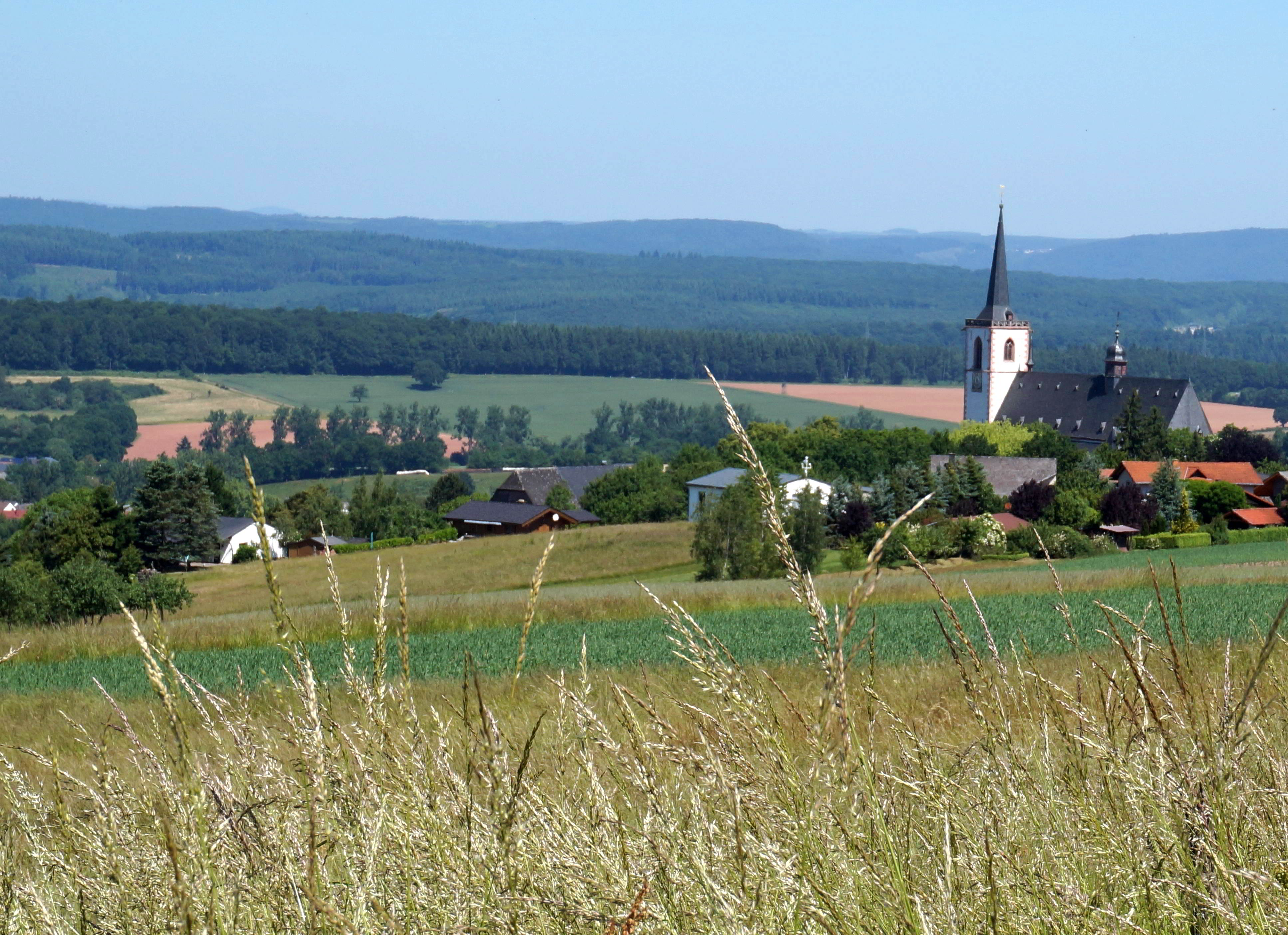
Вид на общину Клаузен

#### Влияние событий XV века на современную жизнь Клаузена
Чудеса, как считается, происходящие от этого образа Пречистой Девы, по сей день привлекают паломников. Согласно официальной статистики, храм Пресвятой Марии в Клаузене ежегодно посещает 100 000 паломников. Голубая лилия, как символ почитания Девы Марии, является одним из элементов герба Клаузена.
Через Клаузен также проходит один из маршрутов Пути святого Иакова.

### XVII—XX века. Гостиница для паломников
В корпусах нынешнего православного монастыря Рождества Пресвятой Богородицы в период с XVII по XX века была расположена гостиница для паломников, которая является памятником архитектуры. Когда началась Первая мировая война, число паломников уменьшилось, поэтому гостиница была закрыта. Несколько лет строения не использовались. А в разгар Первой мировой войны в гостиничных корпусах впервые поселились монахини-доминиканки.

### XX век. Основание доминиканского монастыря
История возникновения первого монастыря в этом комплексе зданий, изначально предназначенных для паломников, связана с семьей рейхсграфов фон Шпее. В 1917 году, благодаря инициативе сестер-рейхсграфинь Марии-Катарины и Марии-Розы, дочерей рейхсграфа Августа фон Шпее, епархия Трира смогла выкупить гостиничный комплекс, состоящий из трех строений, для нужд женского монастыря Доминиканского ордена. 9 июня 1917 года трирским епископом Феликсом Корумом был подписан договор покупки недвижимости. Так в этих стенах была основана первая монашеская обитель.
В 1917—1918 годах в монастыре проживало шесть сестёр-монахинь. Они несли свое монашеское служение, а также оказывали помощь раненым на войне солдатам и людям, оставшимся без крова. В середине XX века в монастыре проживало уже более 30 сестёр. В этот период к монастырскому корпусу пристроили храм, где проходили как приходские, так и монашеские богослужения.

### XXI век. Перерыв в монастырской жизни и попытки её восстановить
В начале XXI века из-за необходимости капитального ремонта здания монахинь переселили в другой монастырь. Комплекс, включающий в себя три строения и храм, передали во владение новым попечителям этого места — семье католиков-виноделов Зандерс.
Семья Зандерс взяла на себя заботу о восстановлении и сохранении старинного монастыря. Зандерсы провели первую часть реставрации, в том числе восстановив крышу. По вечерам в монастырских помещениях проводились собрания, известные в Германии как «Seelsorge» (с нем. забота о душе). После несчастного случая, который затруднил управление хозяйством, семья начала искать покупателей, при этом стремясь сохранить в монастырских стенах духовную жизнь. В результате было принято решение предложить комплекс зданий новым владельцам.

## Современность

### Переход монастырских корпусов в собственность православной общины

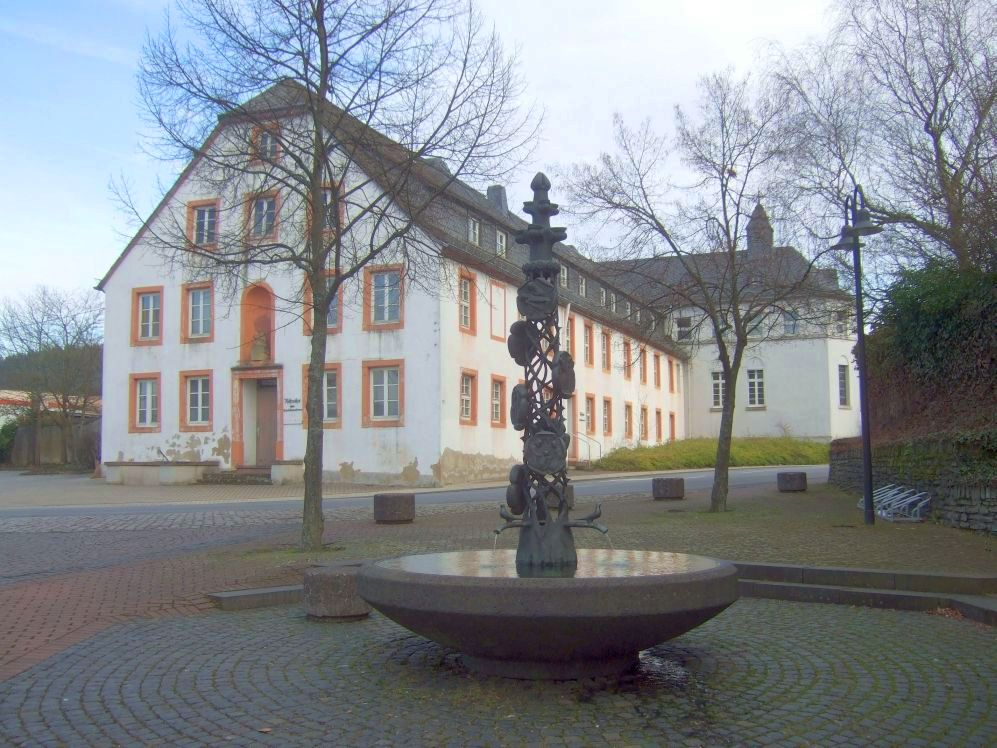
Один из корпусов православного женского монастыря Рождества Пресвятой Богородицы в Клаузене

В начале 2022 года была достигнута договоренность о покупке монастырского комплекса семьей настоятеля прихода во имя святителя Афанасия в городе Трир протоиерея Тимофея Китниса и его супруги Эльвиры — основателей паломнического центра апостола Фомы в Западной Европе и создателей серии фильмов «Неизвестная Европа».

### Православный монастырь
4 февраля 2022 года по приглашению протоиерея Тимофея Китниса, а также семьи Зандерс, правящий архиерей Архиепископии православных западноевропейских приходов русской традиции митрополит Иоанн (Реннето) впервые посетил Клаузен, где совершил молебен Божией Матери в помещении храма будущей православной обители.

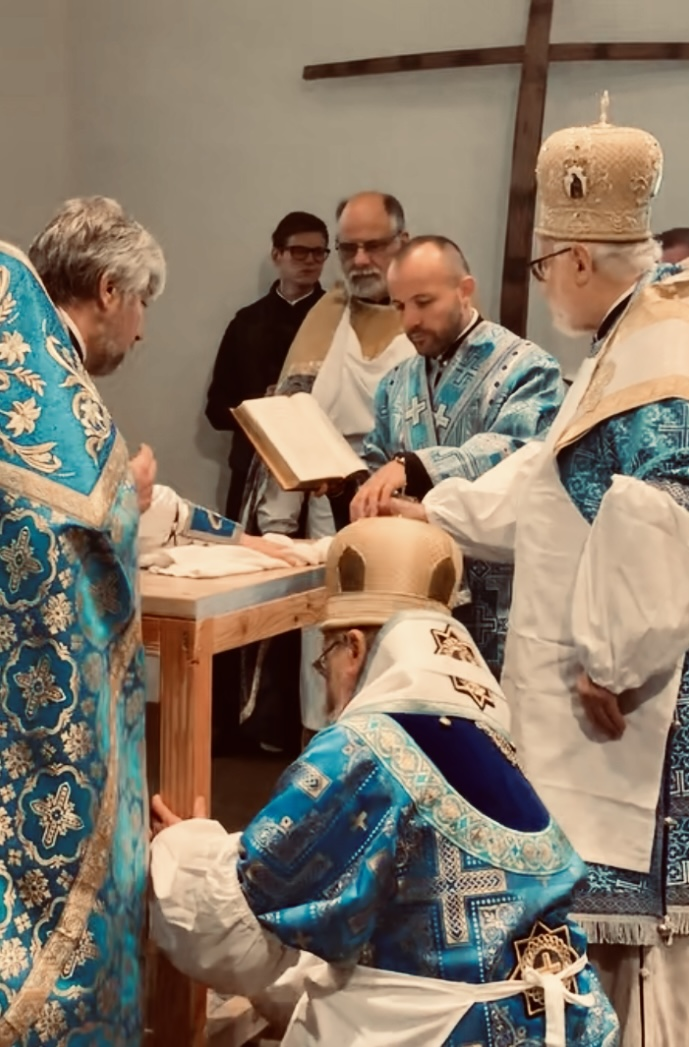
Освящение престола в честь Рождества Пресвятой Богородицы 21.09.2022 г.

Собравшиеся пришли к предварительному соглашению о покупке монастырского комплекса для нужд архиепископии, при поддержке ктиторов монастыря. В тот день было получено благословение митрополита Иоанна на основание в Клаузене женского православного монастыря. Было решено посвятить обитель празднику Рождества Пресвятой Богородицы и освятить престол главного монастырского храма в честь этого события.
20 августа 2022 года в монастырь привезли первые иконы, специально созданные к его открытию художником-иконописцем А. И. Чашкиным. К 28 августа 2022 года был сооружён временный иконостас, и в праздник Успения Пресвятой Богородицы в новом монастыре состоялась первая Божественная литургия. Спустя месяц, 21 сентября 2022 года, в день Рождества Пресвятой Богородицы, митрополит Иоанн совершил чин Великого освящения монастырского храма и обители.

### Жизнь монастыря
В монастыре живут монахини, проходят регулярные богослужения. Продолжается реставрация и ремонт монастырских помещений, идет строительство монастырского просветительского комплекса на базе старой обители. Паломники могут остановиться в гостевом корпусе. В монастыре оказывают помощь беженцам, прибывшим с Украины. В планах монастыря построить гостиницу для паломников, музей, паломнический центр, кафе, помещение для лекториев.

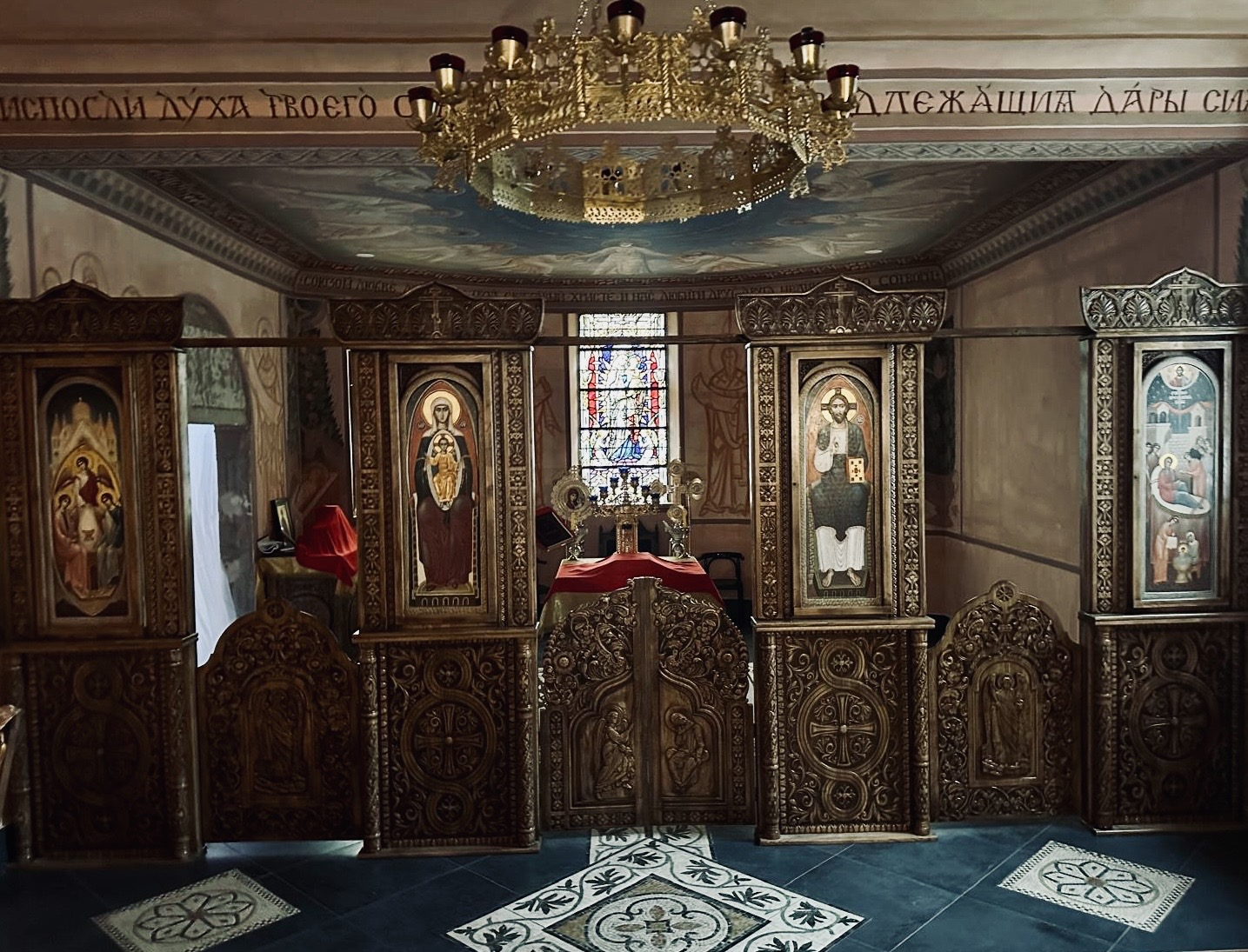
Интерьер храма Рождества Пресвятой Богородицы

## Храмы монастыря Рождества Пресвятой Богородицы
- Храм в честь Рождества Пресвятой Богородицы;
- Храм-баптистерий во имя Богоявления Господня и Алексия, человека Божия (находится на стадии строительства);
- Храм в честь святой великомученицы княгини Елизаветы Фёдоровны (находится на стадии строительства).

## Святыни монастыря
- мироточивая икона святого апостола Фомы;
- частица мощей святого апостола Андрея Первозванного;
- частица мощей святителя Николая Чудотворца;
- крест-мощевик и сапожок от мощей святителя Спиридона Тримифунтского;
- частица мощей святой равноапостольной Марии Магдалины;
- частица мощей святого Адальберта Эгмондского;
- частица мощей святой великомученицы княгини Елизаветы Фёдоровны;
- частица мощей святой царицы Елены Равноапостольной;
- частица мощей святой Матроны Московской;
- частица мощей преподобного Иосифа Исихаста;
- частица мощей святителя Луки (Войно-Ясенецкого);
- частица мощей преподобномученика Акакия Нового;
- частица мощей мученика Тимофея Реймского;
- частица мощей преподобного Ионы Киевского.

## Настоятели
- с 2022 года — протоиерей Тимофей Китнис.

## Адрес
Orthodoxe Kloster der Geburt der Jungfrau Maria, Bernkastelerstrasse 1, 54524 Klausen, Deutschland.

## Галерея

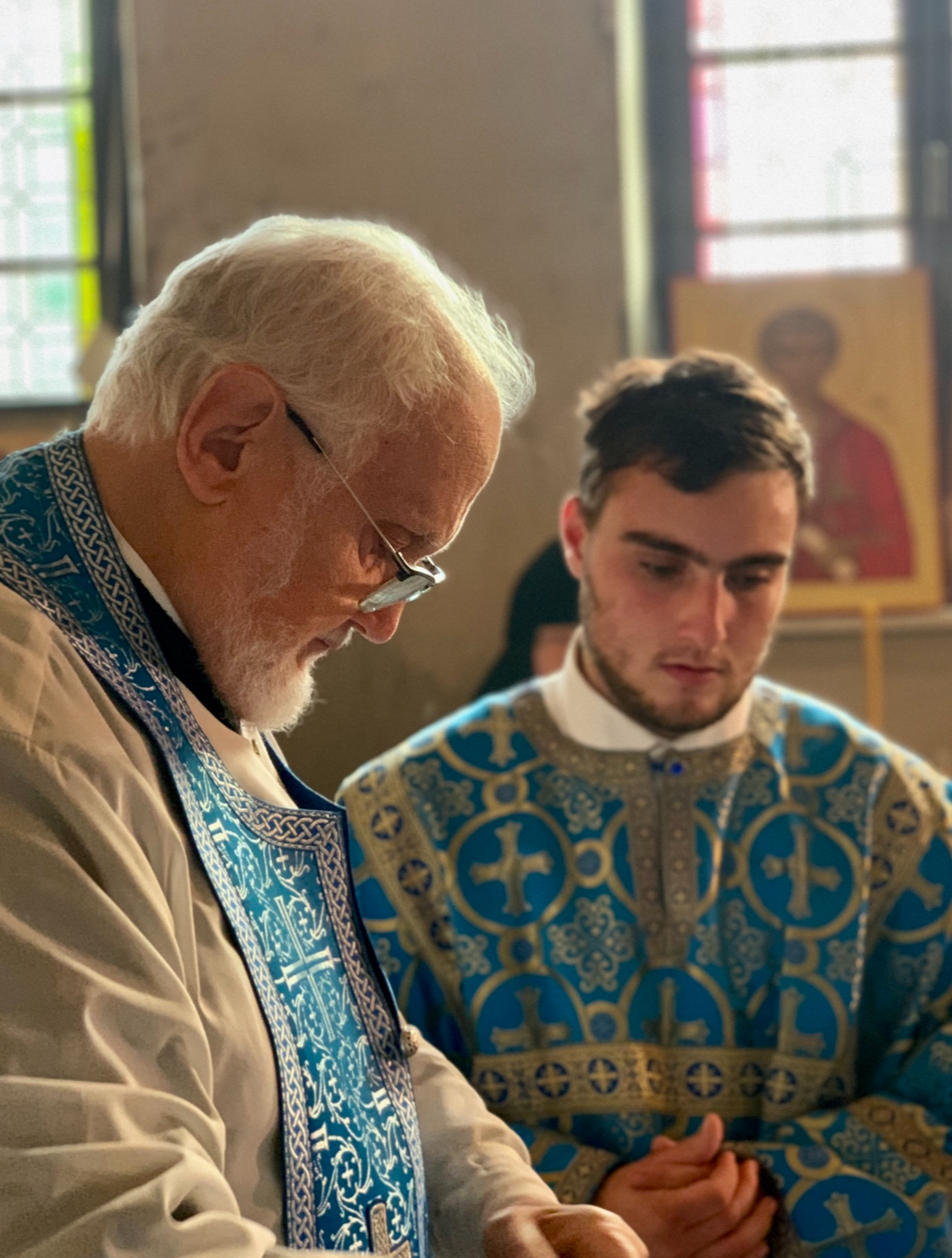
Приезд митрополита Иоанна (Реннето) 21.09.2022 г.
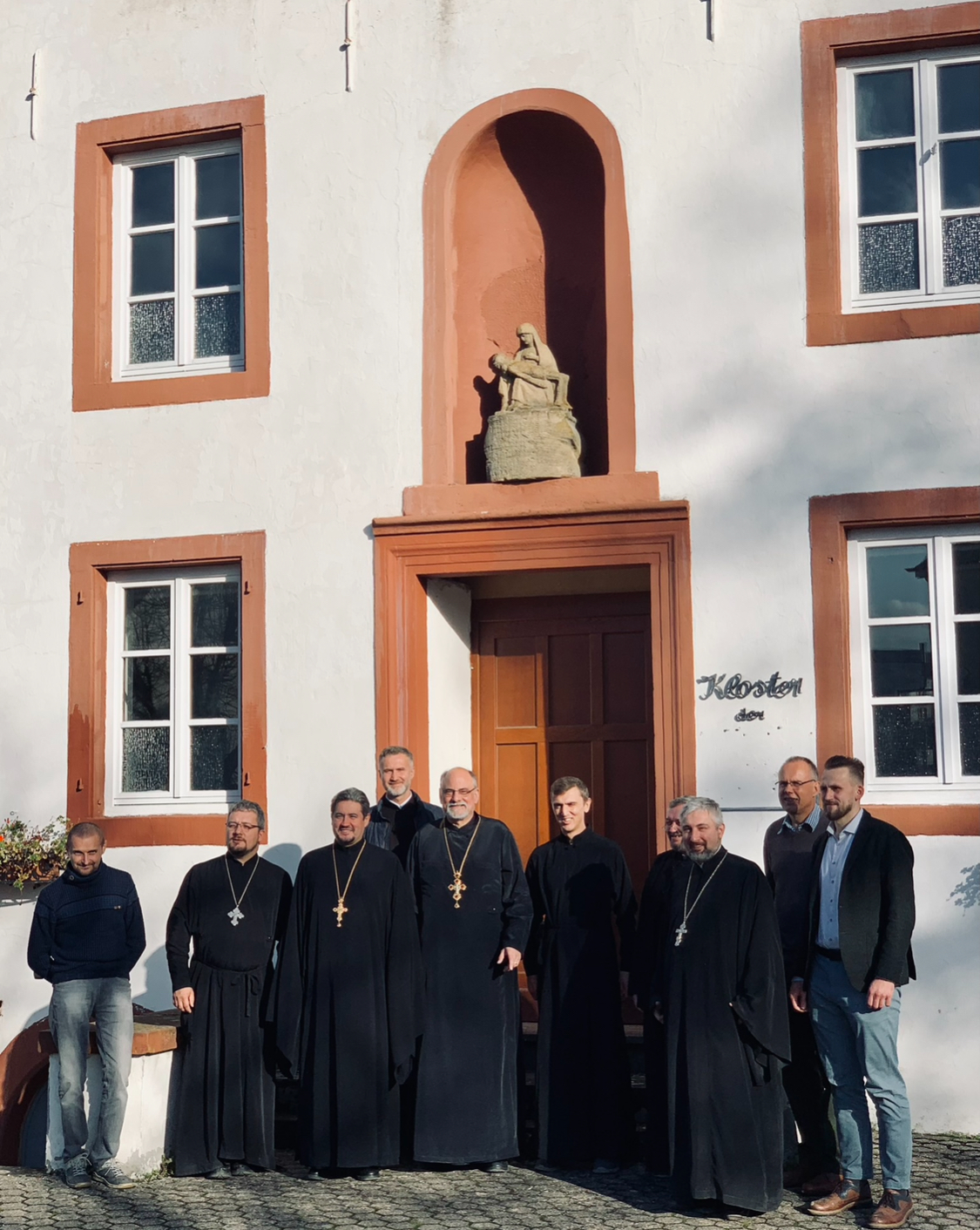
После собрания Германского Благочиния
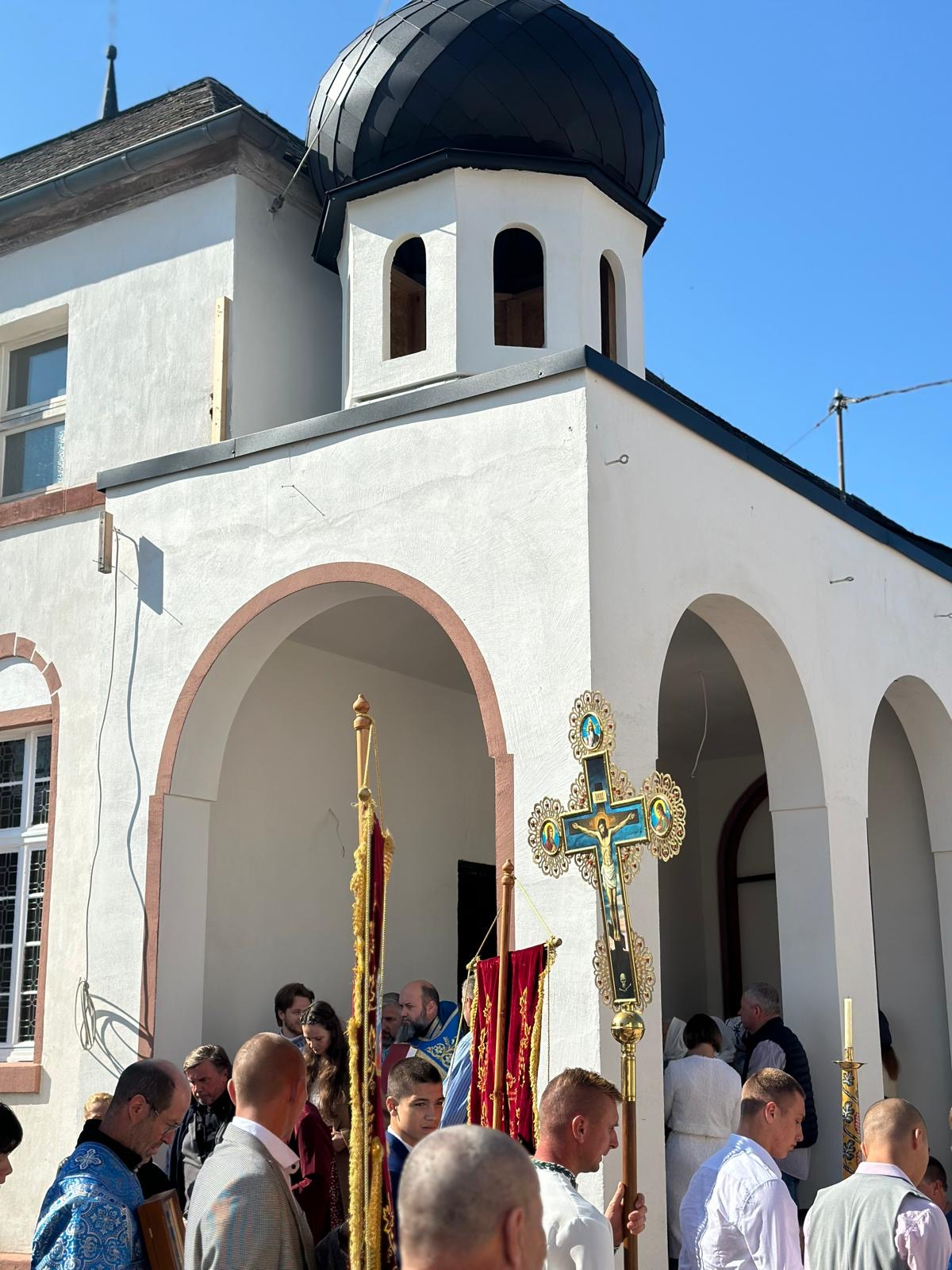
Крестный ход в монастыре Рождества Пресвятой Богородицы
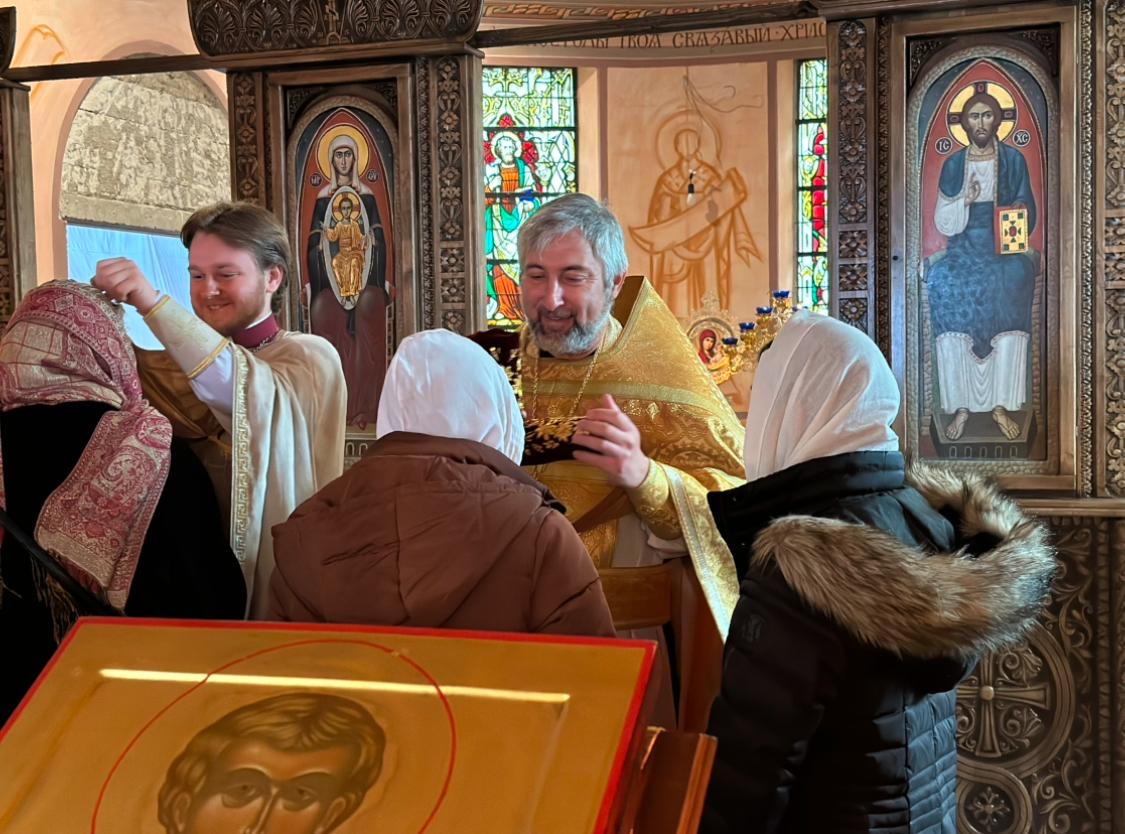
Православное богослужение в Клаузене
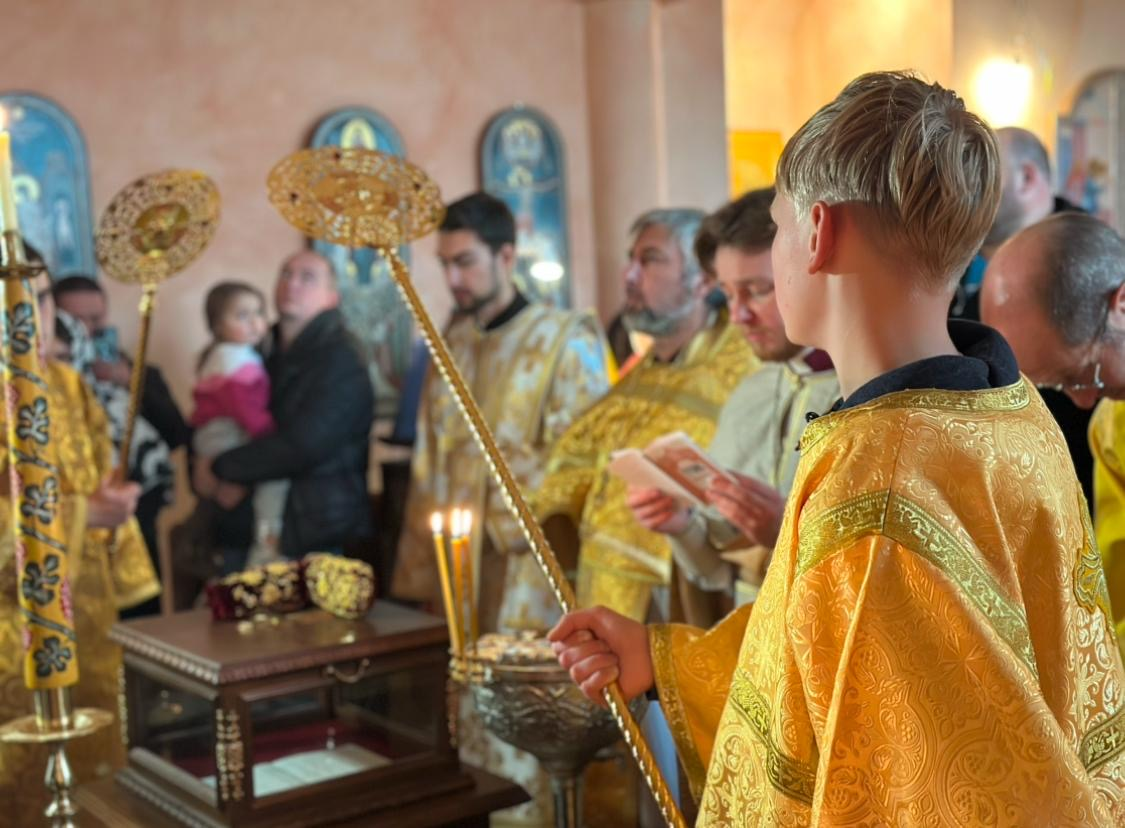
Богослужение в Клаузене
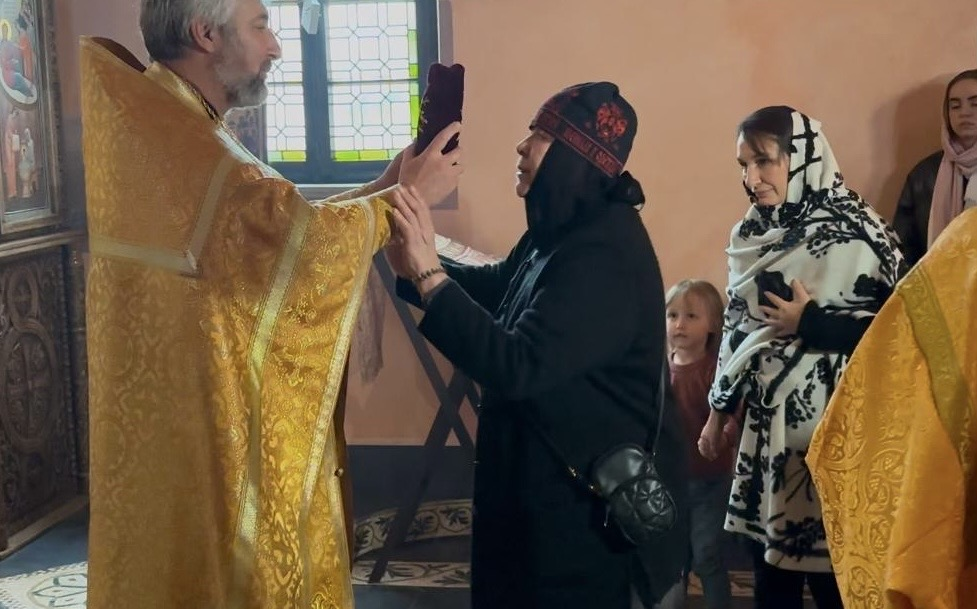
Благословение схимонахини Женевьевы
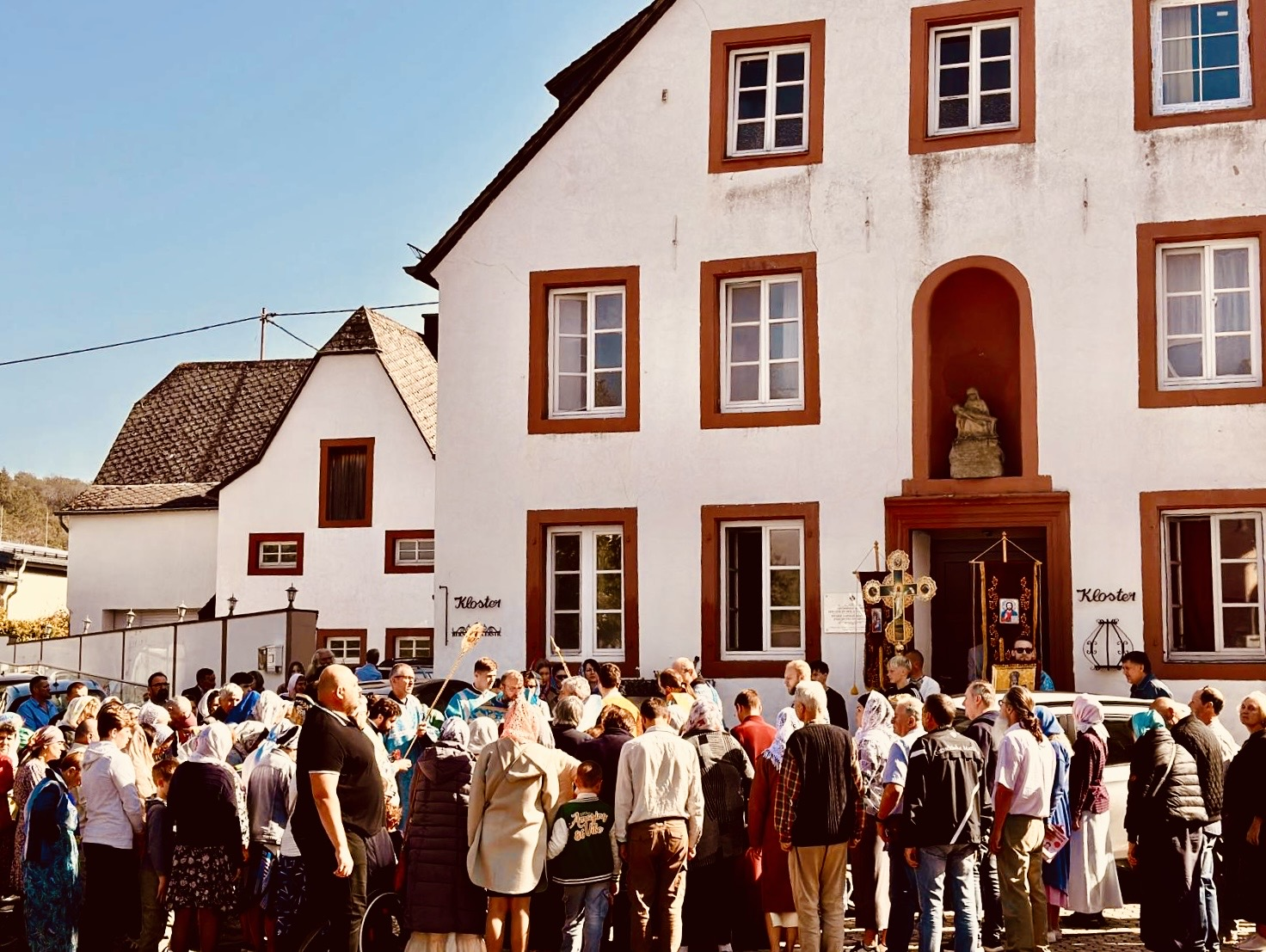
Крестный ход. Главный фасад монастыря в Клаузене
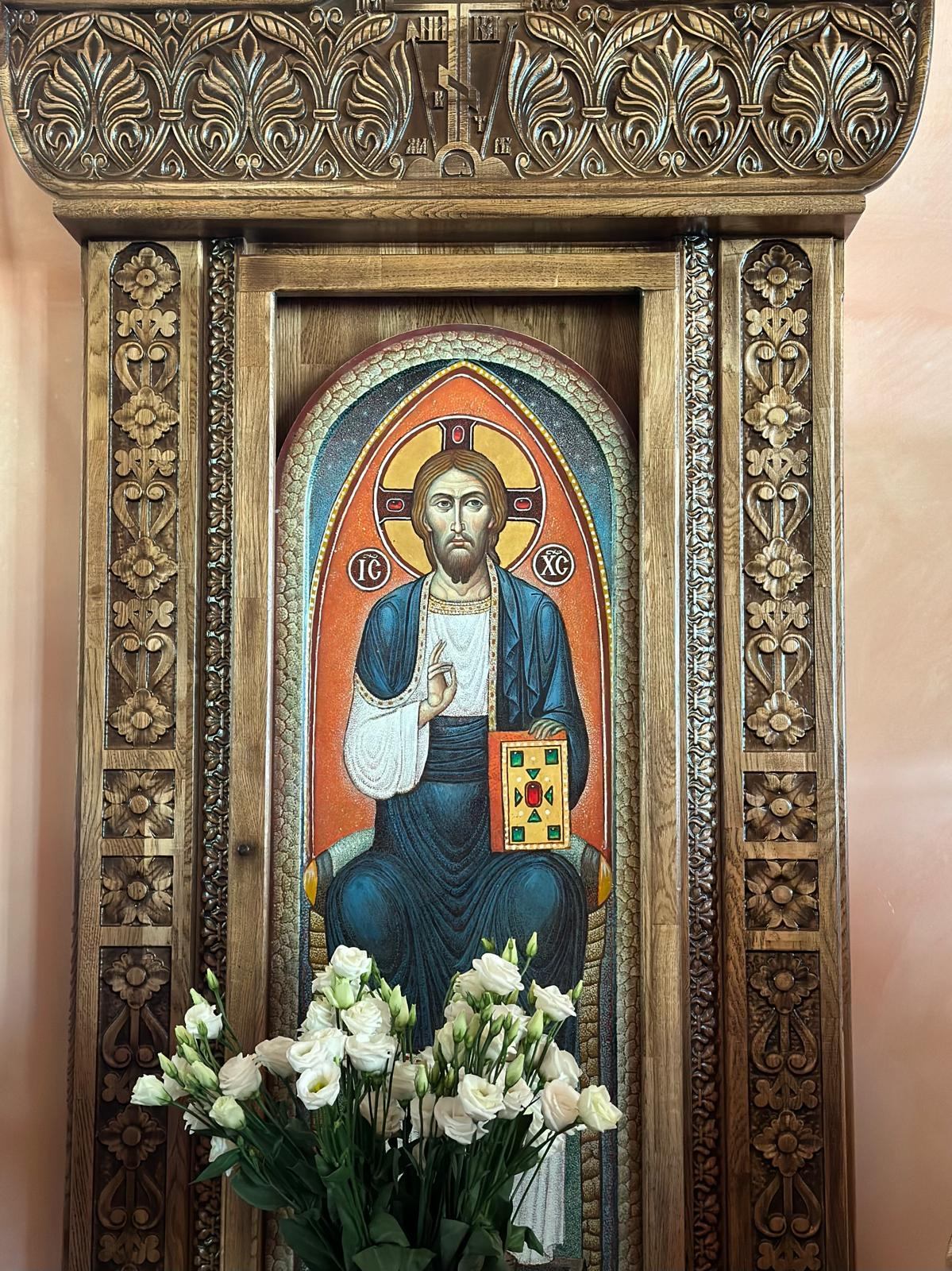
Икона Господа Иисуса Христа. Храм Рождества Пресвятой Богородицы